# فریدریش گولینگ
فریدریش گولینگ (انگلیسی: Friedrich Golling; ۱۱ نوامبر ۱۸۸۳ – ۱۱ اکتبر ۱۹۷۴) شمشیرباز اهل اتریش بود.